# Robert Bruce Cotton
Pour les articles homonymes, voir Robert Cotton et Cotton.
Sir Robert Bruce Cotton (22 janvier 1570 ou 1571 – 6 mai 1631), 1er baronnet, est un homme politique anglais.
Il possédait une connaissance particulière des chartes et des droits de la couronne, et rédigea sur ce sujet de savants mémoires, publiés en 1652. Il avait formé une bibliothèque de chartes et de vieux manuscrits que ses héritiers donnèrent à l'État, et qui est connue sous le nom de bibliothèque Cotton.

## Biographie
Il est originaire du Huntingdonshire et fait ses études à Westminster School, où il s'intéresse à des études d'antiquaire avec William Camden et au Jesus College (Cambridge) (BA 1585).
À partir de ses notes d'antiquaire sur l'histoire locale de Huntingdonshire, il commence à amasser une bibliothèque, dans lequel les documents concurrencent, puis surpassent les collections officielles du Public Record Office.
Il entre au Parlement d'Angleterre en tant que député de Huntingdon en 1601.
Il aide à concevoir l'institution de titre de baronnet en tant que moyen de lever des fonds pour le roi Jacques Ier d'Angleterre.
Après une période de bonnes relations avec Jacques Ier, au cours de laquelle il est fait baronnet, la politique de Cotton, fondée sur son immersion dans les documents, est en substance, que c'est « une obligation sacrée pour le roi de mettre sa confiance dans le parlement », tel qu'exprimé dans sa publication The Dangers wherein the Kingdom now standeth, and the Remedye (1628), ce qui, du point de vue de la Cour, est anti-royaliste par nature. Les autorités commençant à craindre l'utilisation de sa bibliothèque pour soutenir les arguments parlementaires, elle est confisquée en 1630 et n'est restituée à ses héritiers qu'après sa mort.
La bibliothèque Cotton est la plus riche collection privée de manuscrits jamais amassée. Parmi les bibliothèques laïques, elle surclasse la Royal Library, les collections des Inns of Court et du College of Arms.
La maison de Cotton, près du Palais de Westminster  est devenu le lieu de rencontre de la Society of Antiquaries et de tous les éminents spécialistes de l'Angleterre (DNB). La bibliothèque a été donnée finalement à l'état par le petit-fils de Cotton et est abritée maintenant par la British Library.

## Sources
- Marie-Nicolas Bouillet  et Alexis Chassang (dir.), « Robert Bruce Cotton » dans Dictionnaire universel d’histoire et de géographie, 1878 (lire sur Wikisource)
- Sharpe, Kevin. Sir Robert Cotton, 1586-1631: History and Politics in Early Modern England, (Oxford University Press, 1979)

- (en) Cet article est partiellement ou en totalité issu de l’article de Wikipédia en anglais intitulé « Sir Robert Cotton, 1st Baronet, of Connington » (voir la liste des auteurs).